# 호모내셔널리즘
호모내셔널리즘(영어: homonationalism) 또는 호모민족주의(homo民族主義)는 내셔널리즘 이데올로기와 성소수자 또는 그들의 권리 사이의 우호적 연관성을 의미한다.

## 개요
이 용어는 원래 2007년 젠더학자 자스비르 K. 푸아르가 제안한 것으로, 신자유주의적 자본주의 권력 구조가 LGBT 커뮤니티의 주장과 연계하여 이민자들이 동성애혐오적이고 서구 사회는 평등하다는 편견에 기반해 무슬림에 대한 인종차별적, 외국인혐오적, 빈곤혐오적 입장을 정당화하는 과정을 지칭한다. 따라서 성적 다양성과 LGBT 권리는 이민을 반대하는 정치적 입장을 유지하는 데 사용되며, 이는 극우 정당들 사이에서 점점 더 흔해지고 있다. 《테러리스트 앙상블라주》에서 푸아르는 호모내셔널리즘을 "인종적, 성적 타자를 특정 사회의 지배적 이미지로부터 분리하고 자격을 박탈하는 데 의존하는 성적 예외주의의 한 형태"라고 설명하며, 주로 미국적 맥락에서 논의된다.
호모내셔널리즘이라는 개념은 퀴어 운동의 국가화와 증가하는 반이민자 입장을 설명하고 비판하기 위해 만들어졌으며, 동시에 서구 사회에서 여전히 전파되는 동성애혐오를 무시하는 현상을 지적한다. 서구 호모내셔널리즘적 틀 내에서 퀴어 평등은 이성애규범적 관행, 특히 합법적 결혼에의 포함으로 전시된다. 서구 사회가 주장하는 사회적 평등은 동성애를 범죄화하거나 동성결혼을 법적 또는 공식적으로 인정하지 않는 국가들과 대비되며, 퀴어 평등의 부재는 종종 무슬림 국가들과 연관된다. 푸아르는 2013년 논문 "호모내셔널리즘 재고하기"에서 이 개념이 단순히 "나쁜 정치"에 대한 설명이나 정치적 비난으로 여겨져서는 안 되며, 대신 근대성의 구조로서 지배적 권력 구조를 지지하기 위해 서구 사회적 구성에 고착되었다고 주장한다.

## 푸아르 모델에 대한 비판

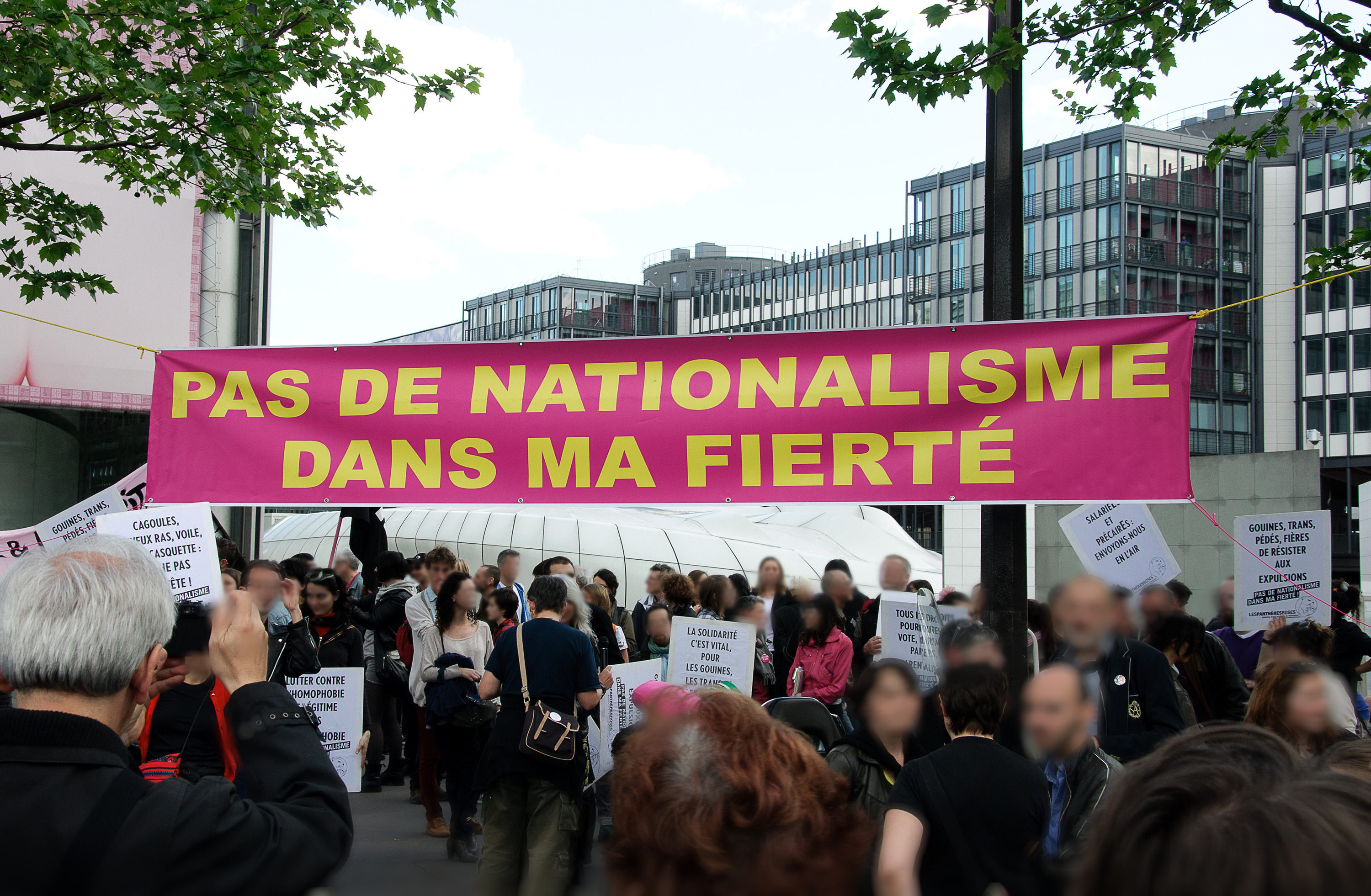
2012년 프랑스 노동절 동안 레 팡테르 로즈가 호모내셔널리즘에 반대하는 시위를 벌였다.

브루노 페로는 푸아르 주장의 전제를 비판했다. 그는 일부 LGBT 그룹 사이의 내셔널리즘 주장에 대한 그의 비판에 동의하면서도, 푸아르가 "성적으로 비규범적인 인종화된 주체"라고 부르는 이들을 이상화한다고 주장한다. 페로는 "규범의 해체는 그 재생산과 분리될 수 없다"고 설명한다. 제이슨 리치 또한 호모내셔널리즘이 사용되는 일부 방식, 특히 총체화 이론으로서의 측면을 비판해왔다.

## 호모내셔널리즘의 활용

### 반이민
서유럽의 반이민 입장을 취하는 포퓰리스트 급진 우파(PRR) 정당에 대한 연구에 따르면, 호모내셔널리즘적 사상이 유통됨에도 불구하고 퀴어 유권자들과 동맹을 자처하는 반이민 유권자들은 이러한 정당들에 부합하는 투표를 하지 않았다. 이들 유권자들은 이민 문제에 있어 더 온건한 주류 VVD를 선호했다. 호모내셔널리즘적 이상에 부합하는 투표 행태는 오스트리아, 노르웨이, 스웨덴, 스위스에서 관찰되었다. 이 연구는 중부 및 동유럽 PRR 정당들에서는 호모내셔널리즘적 수사를 발견하지 못했는데, 이는 주로 더 보편화된 동성애혐오적 태도 때문이었다.
서유럽 및 기타 지역의 PRR 정당들은 반이민 정책 입장에 대한 지지를 결집시키는 수단으로 "자유주의적 서구 가치"의 방어에 의존해왔다. 한 실험 연구는 시민들에게도 같은 현상이 적용됨을 보여준다. 반LGBT+ 권리 시위에 노출된 개인들은 시위자들이 백인 현지인으로 보여질 때보다 무슬림으로 보여질 때 LGBT+ 권리를 지지한다고 말할 가능성이 훨씬 더 높았다.

### 테러리즘 프레이밍
《테러리스트 앙상블라주》에서 푸아르는 "성적 일탈은 테러리스트 신체를 식별하고, 타자화하고, 격리하는 과정과 연결되어 있지만, 이러한 인종적, 성적으로 변태적인 인물들은 또한 이러한 신체로부터 벗어나 재활 가치가 있는 주체들을 훈육하고 정상화하는 데 봉사한다. 다시 말해, 애국심의 필수 조건을 신호화하고 강제한다"고 쓴다. 푸아르는 테러와의 전쟁에 관련된 타자화와 LGBT 신체의 타자화에 의해 강화된 이분법이 일부 퀴어 신체를 "시공간적 영역 내의 미국 국가 시민권"으로 밀어냈다고 주장하며, 이를 "호모내셔널리즘, '호모규범적 내셔널리즘'의 약자"라고 부른다.
아부그라이브는 구금자에 대한 인권 침해 혐의로 폐쇄된 이라크의 미군 감옥이었다. 일부 침해 사진이 CBS 뉴스로 보내져 2004년 전국적인 스캔들을 일으켰다. 촬영된 사진들은 구금자들에 대한 성적 학대, 강간, 고문을 묘사하고 있다. 이루어진 성적 학대의 대부분은 "문화적으로 특정한 [...] 고문 매트릭스"에서 동성애 행위를 시뮬레이션했다. 미국적 국가 정체성에 동성애를 포함시키는 호모내셔널리즘은 아부 그라이브에서 구금자들을 고문하고 성적, 인종적으로 타자화하는 데 특별히 사용되었다. 푸아르에 따르면, 이 스캔들 동안 퀴어 자유주의 뉴스 매체는 계속해서 무슬림의 성과 정체성을 타자화했다.
가에타노 베네치아 3세는 2016년 플로리다 올랜도의 펄스 나이트클럽 총격 사건에 대한 반응에서 호모내셔널리즘적 내러티브가 드러났다고 주장한다. 이 사건은 다음 해 라스베이거스 총격 사건이 있기 전까지 미국 역사상 가장 치명적인 대량 총격 사건이었다. 베네치아는 이것이 더 많은 희생자가 있었던 역사적 총격 사건들을 무시한다고 주장한다. "'...1900년대 초 인종 폭동과 노동 분쟁, 그리고 미국 서부에서 미군이나 정착민들에 의해 자행된 학살을 포함한다.' 따라서, 펄스 총격 사건을 최악의 대량 총격 사건으로 묘사하는 것은 국가 폭력을 모호하게 하고, 국가의 이미지를 보호하며, 원주민과 인종적 소수자들의 억압을 최소화하거나 지운다." 베네치아는 펄스 총격 사건에 대한 반응이 국가의 이미지뿐만 아니라 관리들도 강화하고 보호한다고 주장한다. "경찰과 정치인들은 종종 스톤월 폭동, 트랜스 사람들에 대한 학대, LGBTQ+ 권리와 보호에 대한 제한과 같은 억압적 정책과 행동에 대해 사과하지 않고 무반응으로 남아있음에도 불구하고, LGBTQ+ 커뮤니티에 대한 그들의 동정과 연대를 표현함으로써 좋은 언론 보도를 받는다."

## 더 읽어보기
- Mikdashi, Maya (2011년 12월 16일). “Gay rights as human rights: pinkwashing homonationalism”. 《Jadaliyya》.
- Mikdashi, Maya; Puar, Jasbir (2009년 8월 9일). “Pinkwatching and pinkwashing: interpenetration and its discontents”. 《Jadaliyya》.
- Puar, Jasbir (May 2013). “Rethinking homonationalism”. 《International Journal of Middle East Studies》 45 (2): 336–339. doi:10.1017/S002074381300007X. S2CID 232253207.
- Schotten, C. Heike (2016). “Homonationalism: from critique to diagnosis, or, we are all homonational now”. 《International Feminist Journal of Politics》 18 (3): 351–370. doi:10.1080/14616742.2015.1103061. S2CID 214650280.